# Lega Azadegan
La Lega Azadegan (in persiano ليگ آزادگان‎, in inglese Azadegan League), nota anche come  Lega 1 (in persiano لیگ یک‎, in inglese League 1) è la seconda divisione del campionato iraniano di calcio, posta sotto l'egida della federazione calcistica locale. 
La prima edizione del torneo si svolse nel 1991 e all'epoca la denominazione Lega Azadegan designava la massima divisione iraniana, oggi denominata Lega professionistica del Golfo persico. Dal 2001, con l'avvento del professionismo in Iran, la dizione Lega Azadegan indica la seconda serie del campionato nazionale. 
Come in molti campionati europei, la competizione si disputa da settembre a maggio.

## Formato
Dal 2016 il campionato comprende 18 squadre, che si affrontano in un girone all'italiana in partite di andata e ritorno, per un totale di 34 giornate. Le prime due classificate sono promosse nella massima serie, mentre le ultime tre classificate retrocedono in Seconda Divisione.

## Squadre
Stagione 2023-2024.
- Ario Eslamshahr
- Chadormalu
- Damash Gilan
- Darya Caspian
- Esteghlal Mollasani
- Fajr Sepasi
- Kheybar Khorramabad
- Khooshe Talaei
- Mes Kerman
- Mes Shahr-e Babak
- Mes Sungun
- Naft Gachsaran
- Naft Masjed Soleyman
- Pars Jonoubi Jam
- Saipa
- Shahin Bandar Ameri[1]
- Shahr Raz
- Shahrdari Astara

## Albo d'oro

### Come prima divisione (1991-2001)
- 1991-92:  PAS Teheran
- 1992-93:  PAS Teheran
- 1993-94:  Saipa
- 1994-95:  Saipa
- 1995-96:  Persepolis
- 1996-97:  Persepolis
- 1997-98:  Esteghlal
- 1998-99:  Persepolis
- 1999-00:  Persepolis
- 2000-01:  Esteghlal

### Come seconda divisione (dal 2001)
- 2001-02:  Esteghlal Ahvaz
- 2002-03:  Shamoushak
- 2003-04:  Saba Battery
- 2004-05:  Shahid Ghandi Yazd
- 2005-06:  Mes Kerman
- 2006-07:  Shirin Faraz
- 2007-08:  Payam Mashhad
- 2008-09:  Steel Azin (A) e  Tractor Sazi (B)
- 2009-10:  Shahrdari Tabriz (A) e  Naft Teheran (B)
- 2010-11:  Damash Gilan
- 2011-12:  Paykan
- 2012-13:  Esteghlal Khuzestan
- 2013-14:  Padideh
- 2014-15:  Foolad Novin
- 2015-16:  Paykan
- 2016-17:  Pars Jonoubi Jam
- 2017-18:  Naft Masjed Soleyman
- 2018-19:  Gol Gohar
- 2019-20:  Mes Rafsanjan
- 2020-21:  Fajr Sepasi
- 2021-22:  Malavan
- 2022-23:  Shams Azar
- 2023-24:  Kheybar Khorramabad